# 리처드 아미티지 (정치인)
리처드 아미티지(Richard Armitage, 1945년 4월 26일 ~ 2025년 4월 13일)는 미국의 정치인이다. 정치 컨설팅 회사 아미티지 인터내셔널의 대표
보스턴 출생으로, 1967년 미국 해군사관학교를 졸업한 후, 베트남 전쟁에 참전하였다. 1973년, 파리 협정이 맺어지자 미국 해군 소령 예편하였다. 이후 미국 국방부 정보 국원으로 사이공과 테헤란 등으로 일했다. 상원 의원 이었던 밥 돌의 비서 등을 거쳐, 1981년 로널드 레이건 행정부의 국방 차관보 대리, 1983년부터 1989년까지 국방 차관보를 지냈다. 그 다음은 정책 컨설팅 회사 '아미티지 어소시에이츠'의 대표를 맡는다. 2001년 출범한 조지 W 부시 정권 하에서 2005년 1월까지 국무부 부장관을 역임했다.

## 같이 보기
- 커트 캠벨
- 아베 신조
- 야스쿠니 신사
- 석기 시대, 커티스 르메이 - bomb the country [Pakistan] back to the Stone Age